# 雪梨書院
雪梨書院（英語：Sydney Secondary College）是澳洲新南威爾斯州雪梨內西區的一所政府資助全日制中學，男女同校。
該校建於2002年，分為三個校區，可容納約2,000名7年級至12年級学生。

## 校區
- 賴卡校區，位於賴卡，7年級至10年級
- 巴免校區，位於羅些（近巴免處），7年級至10年級
- 卑力屈度灣校區，位於忌獵，11年級至12年級[1]

賴卡校區及巴免校區的學生通常會赴卑力屈度灣校區升學。

## 知名校友
- 雷努加·韋蘭，女子羽毛球運動員[2]